# Stier (rund)

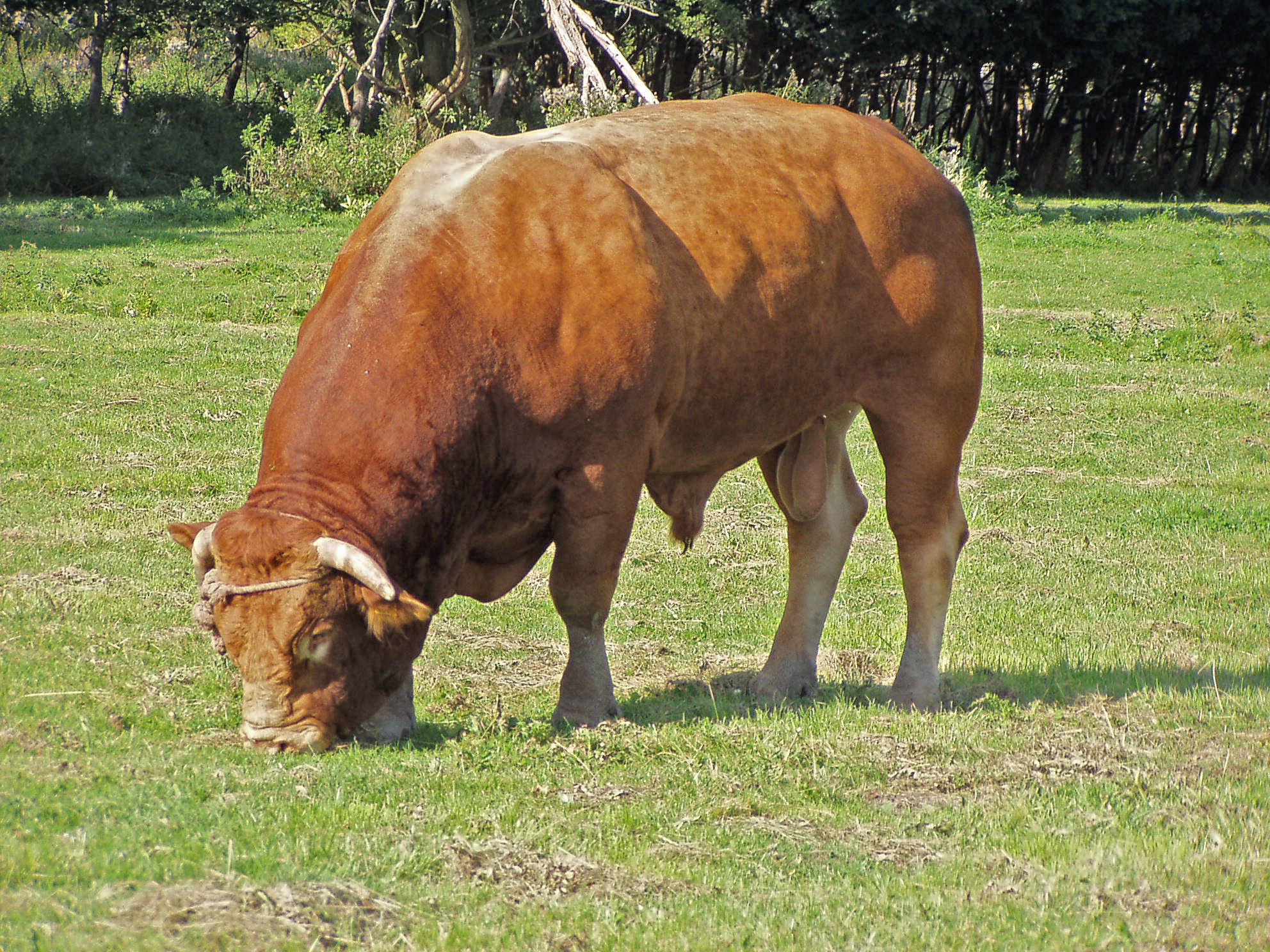
Stier op een weide

Een stier, ook wel bul genoemd, is een mannelijk rund. Een stier wordt over het algemeen veel groter en zwaarder dan een koe. Stieren kunnen behoorlijk agressief en daardoor gevaarlijk zijn. Een gecastreerde stier wordt os genoemd en is minder agressief.

## Gebruik
Stieren worden gehouden voor hun sperma, om de koeien te bevruchten en nageslacht te verwekken. In de moderne veeteelt gebeurt deze bevruchting veelal via kunstmatige inseminatie (KI). Stierkalveren worden gebruikt voor vleesproductie en worden veelal jong geslacht, omdat er voor de fokkerij slechts enkele volwassen stieren nodig zijn. Stieren worden nog slechts zelden op melkveebedrijven gehouden.
Omdat een os minder agressief is dan een ongecastreerde stier, zijn ossen goed geschikt als trekdieren.
Een bullenpees is een gedroogde stierenpenis die gebruikt wordt als zweep en hondenvoer. In Spanje worden de twee stierenballen beschouwd als culinaire lekkernij.
Op het Iberisch Schiereiland en in verschillende Spaanssprekende landen in Zuid- en Midden-Amerika worden stierengevechten gehouden, waarin een torero (en daarna de matador) een gevecht aangaat met een speciaal daarvoor gefokte vechtstier. Deze tauromachia heeft een lange en diverse culturele traditie. In Zuid-Frankrijk kent men bijvoorbeeld de course Camarguaise waarbij de stier niet gedood wordt en de course landaise waarbij men over het rund heen springt. Het stierspringen heeft eveneens een lange traditie. In Spanje wordt dit recorte genoemd. Ook in Azië vindt men verschillende soorten folkloristische spelen en festiviteiten rondom de stier.
Een onderdeel van een rodeo is het berijden van een stier. In het westernrijden en de Chileense rodeo is het afzonderen van jonge koeien en stieren tot een sport verheven.

## Mythologie

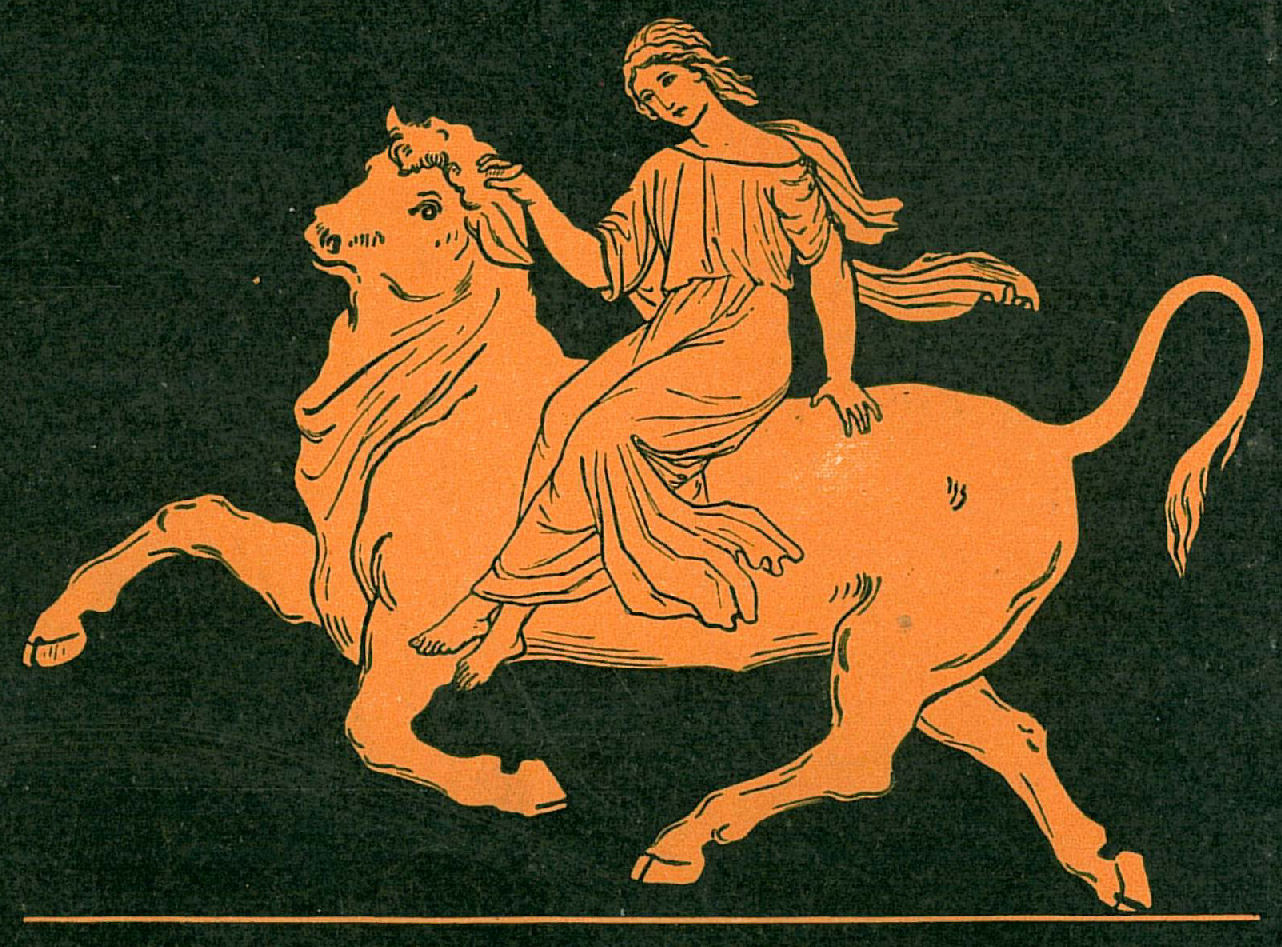
Europa op de stier

Omdat een stier een imposant dier is, meestal de ene bevruchter van een kudde, wordt hij in sommige culturen vereerd als symbool van mannelijke kracht en vruchtbaarheid, en is hij verbonden met verschillende goden:
- De Fenicische hoofdgod El was een stiergod.
- De stier is het symbool van de Hittitische god Teshub.
- De stier die gewijd is aan de hindoeïstische god Shiva heet Nandi.
- De witte, wijze stier in de Indiase Pancatantra heet Sanjivaka (Levendig).
- De Egyptische god Apis wordt afgebeeld met een hoofd van een stier.
- Aatxe is in de Baskische mythologie een geest in de vorm van een rode stier.
- Stier (Taurus in het Latijn) is een sterrenbeeld.
- Op Kreta leefde volgens de mythologie de gevreesde Minotaurus, half stier, half man.
- Het Gouden kalf was ook een stierkalf.
- Ethiopië kent een vleesetende stier.
- De Taurus in Anatolië heet zo omdat in dit gebergte de nomaden rondtrokken met hun kudden runderen waaronder een stier.
- In de Indiase Rig Veda wordt de stierenkracht van een godheid bezongen.

Overige:
- Europa op de stier is een bekend motief in de beeldende kunst.
- In de Griekse mythologie is stierenbloed, het bloed van een stier, een dodelijk gif. In werkelijkheid is het bloed van het mannelijke rund niet giftig.
- In het Oude Testament worden offers van een stier, of een jonge stier, in de Statenvertaling "var" genoemd. Ook daar speelt stierenbloed een rol in de rite.[1]
- In de financiele wereld staat de stier voor een opgaande economische trend of hoogconjunctuur (bull market / stierenmarket). Het tegengestelde is een bear market (berenmarkt). Zie ook: markttrend.

## Wetenswaardigheden
- Een bij naam bekende stier is Herman (16 december 1990 – 2 april 2004), de eerste transgene stier ter wereld.
- De Stier van Osborne is een reclamebord maar geworden tot een Spaans symbool.
- Een stierkalf komt ook voor in de Nederlandse jurisprudentie. Volgens het stierkalfarrest is een eigenaar van een dier aansprakelijk voor alle daden die het dier verricht. Dit arrest heeft grote gevolgen gehad voor de uitleg van het begrip aansprakelijkheid. Nu is in de wet vastgelegd dat de bezitter (degene die normaal gesproken het gedrag van het dier beheerst) aansprakelijk is.

In de Bijbel staat hier het volgende over:
"Wanneer een stier een man of vrouw zo stoot dat hij of zij sterft, moet de stier zonder verschoning gestenigd en mag zijn vlees niet gegeten worden; de eigenaar van den stier heeft geen schuld. Maar als die stier een man of vrouw doodt terwijl hij voor die tijd al stotig was, en de eigenaar was gewaarschuwd maar had hem niet vastgezet, dan moet niet alleen de stier gestenigd worden maar moet ook de eigenaar ter dood gebracht worden. Legt men hem een afkoopsom op, dan moet hij als losprijs voor zijn leven de volle som die hem wordt opgelegd betalen. Deze regels gelden ook als de stier een jongen of meisje stoot. Als hij een slaaf of slavin stoot, moet aan zijn of haar meester dertig sjekel zilver worden betaald en moet de stier gestenigd worden." (Exodus 21:28-32)

## Afbeeldingen

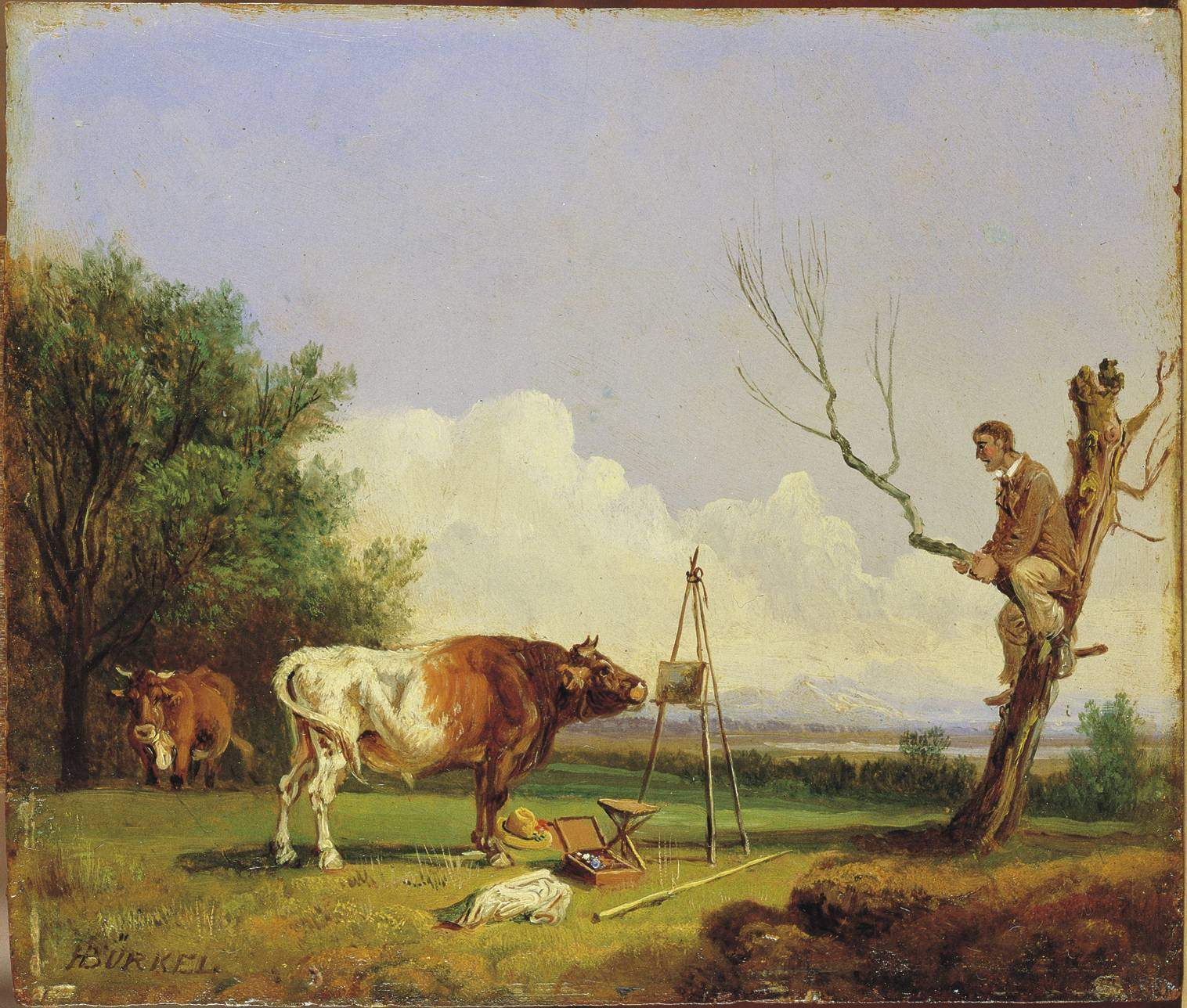
Nieuwsgierige stier en bange kunstschilder in boom (19e eeuw), Heinrich Bürkel
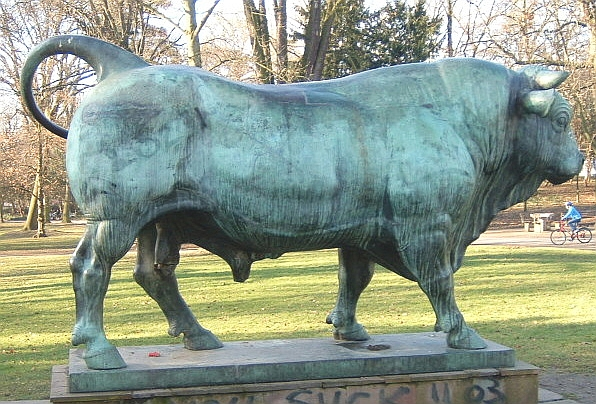
Standbeeld van een stier in Bornheim bij Frankfurt
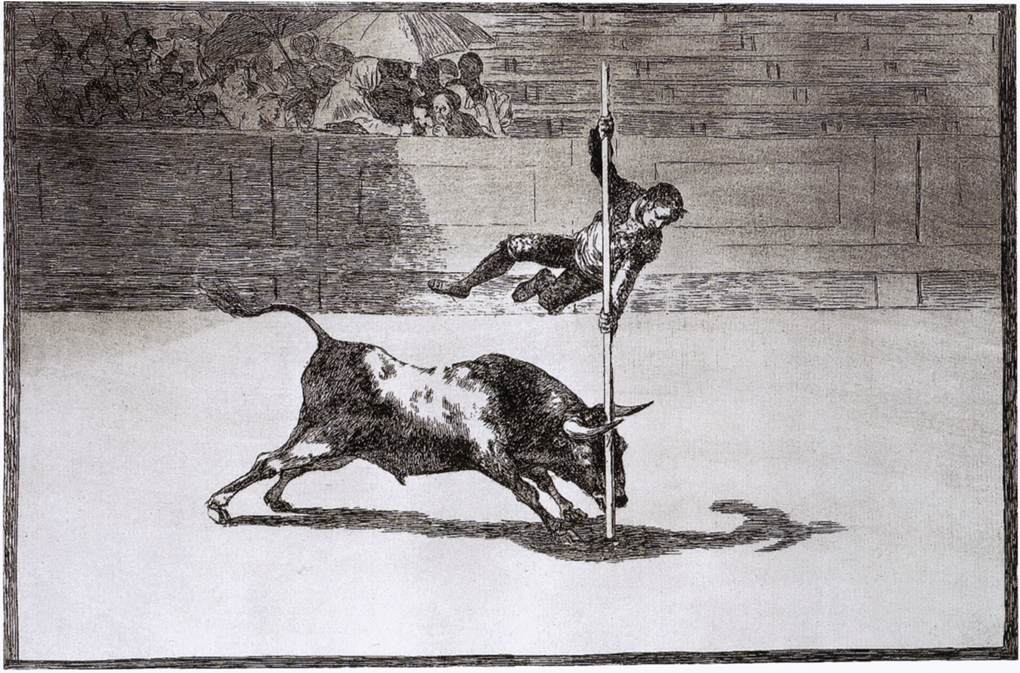
Stierspringen Francisco Goya
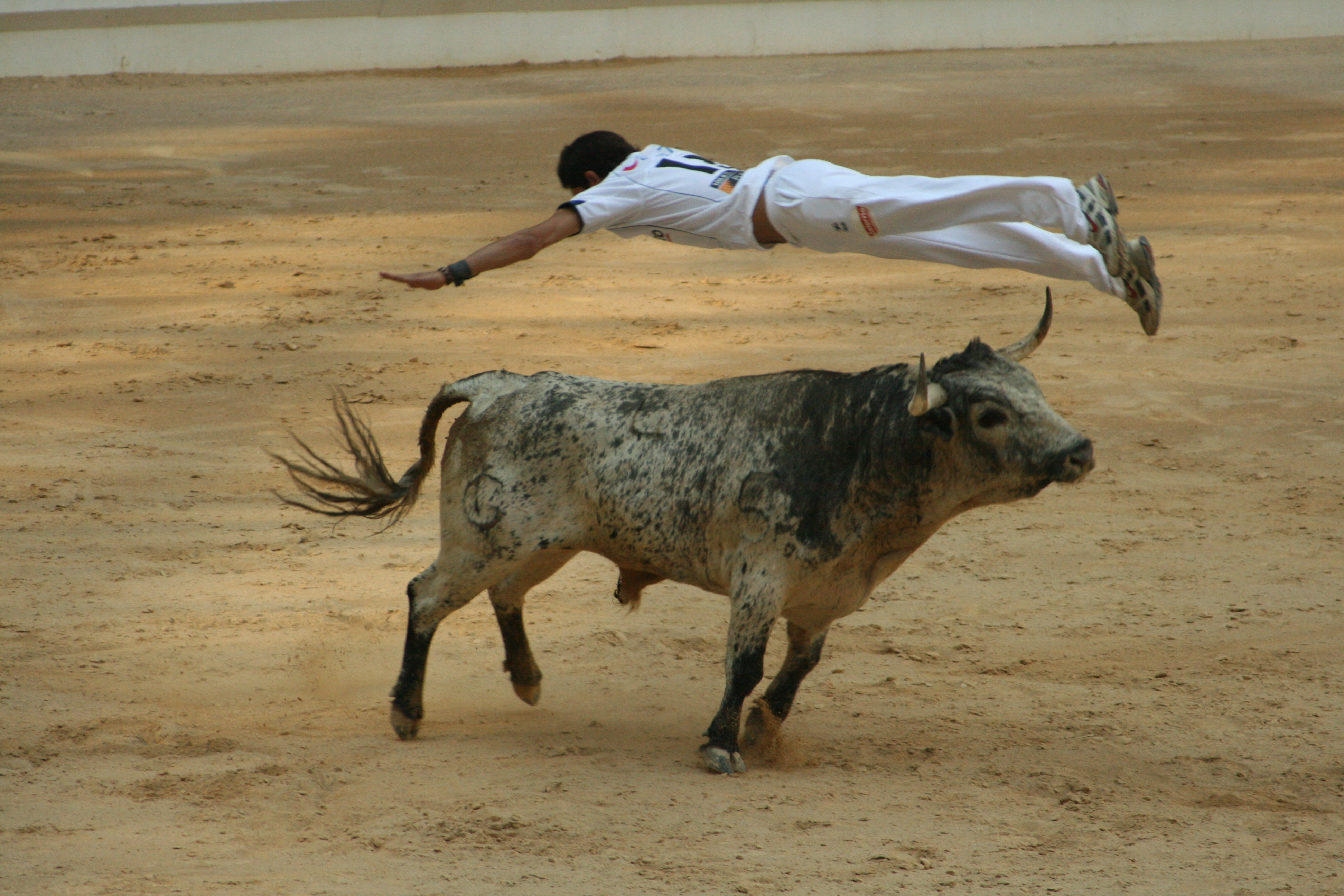
Recorte: stierspringen